# ベサン
ベサン（besan）とは、ひよこ豆を挽いて作った粉末状の食品である。日本では、ひよこ豆粉、ベサン粉、アジア圏の呼び名からグラム、グラムフラワー、スペイン語の「Harina de garbanzo」からガルバンゾ粉とも呼ばれる。

## 食材としての使用
ベサンはインド料理、パキスタン料理、ネパール料理、バングラデシュ料理、フランス料理などにおいて、食材として利用される。また、水に溶かした物は、菜食主義者用料理の卵の代用品として利用される。
グルテンフリーで、炭水化物を多く含む。豆類なので、他の粉物よりタンパク質を多く含んでいる。

### 使用した料理の例
アジア
- パコラ
- パーパド
- ビルマとうふ
- ベグニ[4]

ヨーロッパ
- イタリア料理のファリナータ（英語版）
- フランス ニースの郷土料理ソッカ（フランス語版）
- シチリアのフリッターパネッレ（イタリア語版）
- キプロスやギリシャで、お葬式の間に食べる祝福されたコリヴァ（英語版）

北アフリカ
- モロッコ料理のカラン （卵とベサンをオーブンで焼いた物）
- アルジェリア料理の Garantita もしくは Karantita （上のカランに似た物）

など、多くの料理に使用されている。

## 食材以外の使用法
インド亜大陸では、水やヨーグルトに溶かした物を美容パックとして利用している。